# Морфо
Морфо (Morpho) — рід метеликів родини сонцевики (Nymphalidae).

## Зовнішній вигляд
Метелики морфо вирізня́ються великими розмірами: розмах крил навіть найдрібніших особин становить приблизно 5 см, а найбільшого — морфо Гекуба — 21 см. Вже один цей факт робить їх відзначними в природному середовищі існування.
Але головним секретом краси метеликів морфо є особлива будова лусочок, кожна з яких має форму лінзи. Характерно, що верхня поверхня кожної лусочки прозора і вільно пропускає світло, а нижня, завдяки пігменту меланіну, затемнена, тому відбиває світло подібно до дзеркала. На зворотному шляху світло заломлюється під різними кутами й «розщеплюється» (у фізиці це явище називають інтерференцією, а у побуті ми звемо веселкою). Через такі світлові ефекти крила метелика мають металічний блиск, який то посилюється, то гасне, залежно від кута, під яким видно комаху.
У забарвленні морфо переважають сапфірово-сині, блакитні й фіолетові тони, які є найхарактернішими для цього роду метеликів. А ось натуральний колір крил, не пов'язаний з оптичними ефектами, найчастіше коричневий. У самців ним забарвлена нижня сторона крил, а у самок коричневою може бути й верхня поверхня крила.
У морфо самці відрізняються від самок: самки багатьох видів забарвлені у відтінки жовтого кольору з сіро-коричневим плямами. Самці активніші, часто літають; самки ж воліють триматися біля верхівок дерев.

## Поширення
Рід поширений у Центральній і Південній Америці. Зустрічається від Мексики до південних регіонів Бразилії і Північної Аргентини.
Морфо живуть у вологих тропічних лісах, деякі види зустрічаються в горах, на висоті 2,7 км. Метелики люблять літати в кронах дерев, але віддають перевагу відкритому простору, наприклад, берегам річок.

## Особливості поведінки
Морфо — досить малоактивні: самки більшу частину часу спокійно сидять на гілках, а самці приділяють активному льоту не більше двох годин на добу. Цікаво, що у різних видів період активності припадає на різний час доби, тому різні види метеликів не конкурують один з одним. Зате під час польоту вони поводяться дуже жваво, з лишком компенсуючи ледачий відпочинок.
Помічено, що морфо мають територіальну поведінку: самці можуть активно переслідувати інших метеликів, в тому числі й білянок, що схожі на них.

## Розмноження
У період розмноження самка морфо відкладає білуваті напівпрозорі яйця на листя бобових. Гусениці, що вилупилися з них, мають коричнево-червоне забарвлення з жовтими або білими цятками. Їхнє тіло густо вкрите пучками довгих волосків, які подразнюють людську шкіру. Для птахів зовнішній вигляд і волохатість гусениць теж слугує сигналом про отруйність. Якщо ця попереджувальна ознака не допомагає, то гусениця виділяє рідину, яка за запахом нагадує згірклу олію.
Згодом гусениця оляльковується. Кокон формою і кольором схожий на плоди тих трав, ліан або дерев, на яких годуються імаго. Лялечки морфо видають ультразвук, якщо до них доторкнутися.
Дорослі метелики харчуються соковитими плодами й соком рослин, до того ж в місцях їх скупчення нерідко можна спостерігати великі скупчення морфо.

## Значення
Господарського значення ці метелики не мають, але їхній яскравий зовнішній вигляд робить морфо дуже популярними серед колекціонерів. Зображення цих комах можна побачити на фото, елементах дизайну, а самих морфо нерідко тримають в спеціальних інсектаріях.
У Мексиці крилами метеликів цього роду прикрашають маски, застосовують в ювелірній справі. Крім того, морфо розводять для святкових заходів і живих подарунків.
Тривалість життя дорослого метелика в кімнатних умовах становить 1,5-3 місяці, а в природі він може проіснувати близько 4-4,5 місяців.

## Види
Всі види роду заведено поділяти на кілька підгруп
Підрід Iphimedeia
- Група hercules
  - Morpho amphitryon Staudinger, 1887
  - Morpho hercules (Dalman, 1823)
  - Morpho richardus Fruhstorfer, 1898

- Група hecuba
  - Morpho cisseis C. & R. Felder, 1860
  - Morpho hecuba (Linnaeus, 1771)

- Група telemachus
  - Morpho telemachus (Linnaeus, 1758)
  - Morpho theseus Deyrolle, 1860

Підрід Iphixibia
- Morpho anaxibia (Esper, 1801)

Підрід Cytheritis
- Група sulkowskyi
  - Morpho sulkowskyi

- Група lympharis
  - Morpho lympharis Butler, 1873

- Група rhodopteron
  - Morpho rhodopteron Godman & Salvin, 1880

- Група portis
  - Morpho portis (Hübner, [1821])

- Група zephyritis
  - Morpho zephyritis Butler, 1873

- Група aega
  - Morpho aega (Hübner, [1822])

- Група adonis
  - Morpho eugenia Deyrolle, 1860
  - Morpho marcus (Schaller, 1785)
  - Morpho uraneis Bates, 1865

Підрід Balachowskyna
- Morpho aurora

Підрід Cypritis
- Група cypris
  - Morpho cypris Westwood, 1851

- Група rhetenor
  - Morpho rhetenor (Cramer, [1775])
  - Morpho helena Staudinger, 1890

Підрід Bessonia
- Група polyphemus
  - Morpho polyphemus Westwood, [1850]

- Група catenaria 
  - Morpho epistrophus (Fabricius, 1796)

Підрід Crasseia
- Група menelaus
  - Morpho menelaus (Linnaeus, 1758)
  - Morpho didius Hopffer, 1874
  - Morpho godarti (Guérin-Méneville, 1844)

Підрід Morpho
- Група deidamia
- Morpho deidamia (Hübner, [1819])

- Група helenor
  - Morpho helenor (Cramer, 1776)
  - Morpho peleides Kollar, 1850

- Група achilles
  - Morpho achilles (Linnaeus, 1758)

Без групи:
- Morpho absoloni May 1924
- Morpho athena Otero, 1966
- Morpho niepelti Röber, 1927